# Paramount Pictures
A Paramount Pictures a világ egyik legnagyobb filmvállalata. A magyar születésű Adolf Zukor alapította a Famous Players Film Company átszervezésével. 1927-ben a vállalatot Paramount Famous Lasky Corporation-nek, majd pár évvel később Paramount Publix-nak hívták. 1933-ban bekövetkezett csődöt követően a vállalkozás Paramount Pictures elnevezést kapta. Barney Balaban 1949-ben lemondott a vállalat tulajdonában lévő mozik irányításának jogáról, de megtartotta a gyártási és a forgalmazási részleget. 1964-ig a céget Elvis Presley musicaljei tartották el, amikor Balaban felállt az igazgatói székből. A Paramount anyagi helyzetének javítását külső tőkével oldották meg, de a pénzügyi rendeződés valójában 1972-ben kezdődött el, mikor bemutatták Francis Ford Coppola A Keresztapa című filmjét, mely 10 Oscar-díj jelölésből hármat meg is nyert. Ezt követően megerősödött a cég és a lendülete a 80-as években is meghatározta az amerikai filmpiacot. 1989-ben ismét nevet változtattak, azóta Paramount Communications-nek hívják.

## A logó

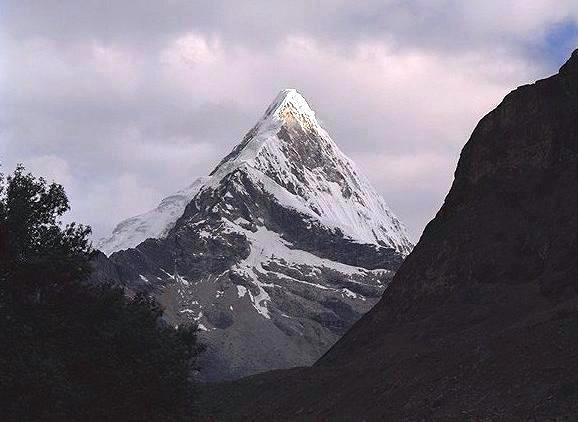
Az Artesonraju-csúcs Peruban

A piramis alakú hegy, amely a Paramount Pictures logóján látható, a legrégibb, hollywoodi stúdiójelkép. Eredetére nézve több hipotézis is létezik. Az egyik szerint W. W. Hodkinson utah-i gyerekkori emlékeiből eredezteti a hegy formáját (az utah-i Ben Lomondra utalva). A legvalószínűbbnek a perui Artesonraju-csúcsot tartják.
A hegy felett a logón eredetileg 24 csillag volt látható, amivel az akkor érvényes szerződésben álló színészeket jelképezték. 1952-ben a logót Jan Domela átfestette. A jelenlegi hegy 1954-ben bukkant fel a logón. 1974-ben egyszerűsítették a logót, akkor készült el az, amit a televízióban használtak. 1987-ben, a stúdió 75. születésnapján és 2002-ben a stúdió 90. születésnapján ismét frissítették a logót.

## Filmek

### 1920-as évek
- The Covered Wagon (1923)
- The Ten Commandments (1923)
- Szárnyak (1927)
- The Way of All Flesh (1927)
- A hontalan hős (1928)
- The Virginian (1929)
- Applause (1929)
- The Love Parade (1929)

### 1930-as évek
- Marokkó (1930)
- Dr. Jekyll és Mr. Hyde (1931)
- Skippy (1931)
- Marius (1931)
- One Hour with You (1932)
- Trouble in Paradise (1932)
- Shanghai Express (1932)
- She Done Him Wrong (1933)
- Kleopátra (1934)
- Lives of a Bengal Lancer (1935)
- Akinek nem szabad szeretni (1935)
- The General Died at Dawn (1937)
- Easy Living (1937)
- Union Pacific (1937)
- Beau Geste (1939)
- Midnight (1939)

### 1940-es évek
- Hold Back the Dawn (1941)
- The Palm Beach Story (1942)
- Road to Morocco (1942)
- For Whom the Bell Tolls (1943)
- Öt lépés Kairó felé – (Five Graves to Cairo) (1943)
- The Miracle of Morgan's Creek (1944)
- Double Indemnity (1944)
- A magam útját járom (Going My Way) (1944)
- Férfiszenvedély (The Lost Weekend) (1945)
- To Each His Own (1946)
- Sorry, Wrong Number (1948)
- The Heiress (1949)
- Samson and Delilah (1949)

### 1950-es évek
- Alkony sugárút (1950)
- Egy hely a nap alatt (1951)
- The Greatest Show on Earth (1952)
- Térj vissza, kicsi Sheba!
- Római vakáció (1953)
- Shane (1953)
- Világok háborúja (1953)
- Hátsó ablak (1954)
- White Christmas (1954)
- Sabrina (1954)
- Kopogd le a fán! (1954)
- Bajok Harry-vel (1955)
- Az ember, aki túl sokat tudott (1956) az 1934-es film remake-je
- Tízparancsolat (1956) az 1923-as film remake-je
- Háború és béke (1956)
- Mókás arc (Funny Face) (1957)
- Szédülés (Vertigo) (1958)

### 1960-as évek
- Psycho (1960)
- Nápolyban kezdődött (1960)
- Álom luxuskivitelben (Breakfast at Tiffany's) (1961)
- One-Eyed Jacks (1961)
- Aki megölte Liberty Valance-t (The Man Who Shot Liberty Valance) (1962)
- Alfie – Szívtelen szívtipró (1966)
- Seconds (1966)
- Ez a ház bontásra vár (1966)
- Mezítláb a parkban (1967)
- El Dorado (1967)
- Volt egyszer egy Vadnyugat (1968)
- Rosemary's Baby (1968)
- Goodbye, Columbus (1969)

### 1970-es évek
- Love Story (1970)
- Willy Wonka és a csokoládégyár (1971)
- Pénzes asszony kerestetik (1971)
- A Keresztapa (1972)
- Papírhold (1973)
- A Keresztapa II. (1974)
- Kínai negyed (1974)
- The Conversation (1974)
- Gyilkosság az Orient expresszen (1974)
- Bosszúvágy (1974)
- A Keselyű három napja (1975)
- King Kong (1976, koprodukcióban Dino deLaurentiis-szel; remake-je az 1933-as filmnek)
- Gáz van, jövünk! (1976)
- Szombat esti láz (1977)
- Grease (1978)
- Szökés Alcatrazból (1979)
- Star Trek – Csillagösvény (1979) és folytatásai
- Egy elvált férfi ballépései (1979)

### 1980-as évek
- Airplane! (1980)
- Péntek 13 (eredeti octológia, 1980–1989, csak forgalmazás)
- Átlagemberek (1980)
- Az elveszett frigyláda fosztogatói (1981) és folytatásai
- Airplane 2. – A folytatás (1982)
- Űrszekerek II: A Khan bosszúja (1982)
- Tiszt és úriember / Garni-zóna (1982)
- 48 óra (1982)
- Becéző szavak (1983)
- Flashdance (1983)
- Életben maradni (1983)
- Szerepcsere (1983)
- Beverly Hills-i zsaru (1984) és folytatásai
- Star Trek III: Spock nyomában (1984)
- Indiana Jones és a végzet temploma (1984)
- A kis szemtanú (1985)
- Krokodil Dundee (1986)
- Egy kisebb isten gyermekei (1986)
- Star Trek IV: A hazatérés (1986)
- Ferris Beuller's Day Off (1986)
- Top Gun (1986)
- Aki legyőzte Al Caponét (1987)
- Beverly Hills-i zsaru 2. (1987)
- Repülők, vonatok, automobilok (Planes, Trains, and Automobiles) (1987)
- Amerikába jöttem (1988)
- Csupasz pisztoly (1988) és folytatásai
- Szellemes karácsony (1988)
- Star Trek V: A végső határ (1989)
- Indiana Jones és az utolsó kereszteslovag (1989)
- Shirley Valentine (1989)

### 1990-es évek
- Megint 48 óra (1990)
- A Keresztapa III. (The Godfather III.) (1990)
- Ghost (1990)
- Vadászat a vörös októberre (1990)
- Higgy neki, hisz zsaru (1990)
- Szolid motorosok (1990)
- Történetek a sötét oldalról (1990)
- Lököttek (1990)
- Csupasz pisztoly 2 és 1/2 (1991)
- Star Trek VI: A nem ismert tartomány (1991)
- Hegylakó 2. – A visszatérés (1991)
- Férfias játékok (1992)
- Csúcsfejek (1993)
- A bajnok (1993)
- Csupasz pisztoly 33 1/3 – Az utolsó merénylet (1994)
- Forrest Gump (1994)
- Beverly Hills-i zsaru 3. (1994)
- Dugipénz (1994)
- Star Trek – Nemzedékek (1994)
- A Rettenthetetlen (1995)
- Sabrina (1995, remake az 1954-es filmnek)
- Mission: Impossible (1996)
- Menekülés Los Angelesből (1996)
- Elvált nők klubja (1996)
- Star Trek: Kapcsolatfelvétel (1996)
- A félelem országútján (1997)
- Night Falls on Manhattan (1997)
- Halálhajó (1997)
- Az esőcsináló (1997)
- Titanic (1997, a Twentieth Century Fox-szal közösen
- A gyűjtő
- Deep Impact (1998) (csak forgalmazó)
- Diszkópatkányok (1998)
- Rugrats mozi – Fecsegő tipegők (1998)
- Ryan közlegény megmentése (1998) (csak forgalmazó)
- Star Trek: Űrlázadás (1998)
- Sleepy Hollow legendája (1999)
- South Park – Nagyobb, hosszabb és vágatlan (1999) (csak forgalmazó)
- A tehetséges Mr. Ripley (1999)

### 2000-es évek
- Hóból is megárt a sok (2000)
- Wonder Boys – Pokoli hétvége (2000)
- A második legjobb dolog (2000)
- A bevetés szabályai (2000)
- Mission: Impossible 2. (2000)
- Shaft (2000)
- Áldott a gyermek (2000)
- A csajozás ásza (2000) (csak forgalmazó)
- Telitalálat (2000)
- A fecsegő tipegők Párizsban (2000) (csak forgalmazó)
- Mi kell a nőnek? (2000)
- A szívem érted RAPes (2001) (csak forgalmazó)
- Mennyé má! (2001)
- Ellenség a kapuknál (2001)
- A pók hálójában (2001)
- Krokodil Dundee Los Angelesben (2001) (csak forgalmazó)
- Lara Croft: Tomb Raider (2001)
- Pootie Tang (2001) (csak forgalmazó)
- A szajré (2001)
- Üldözési mánia (2001)
- Szerencsés McLépés (2001)
- Aranytartalék (2001) (csak forgalmazó)
- Zoolander, a trendkívüli (2001)
- A vér kötelez (2001)
- Gépállat SC (2001)
- A komédia királyai (2001)
- Jimmy Neutron, a csodagyerek (2001) (csak forgalmazó)
- Vanília égbolt (2001) (csak forgalmazó)
- Iris – Egy csodálatos női elme (2001) (csak forgalmazó)
- Narancs vidék (2002)
- Álmok útján (2002)
- Katonák voltunk (2002) (csak forgalmazó)
- Időstoppolók (2002) (csak forgalmazó)
- Ütközéspont (2002)
- A rettegés arénája (2002)
- Hé, Arnold! – A mozifilm (2002) (csak forgalmazó)
- Atomcsapda (2002) (csak forgalmazó)
- Martin Lawrence Live: Runteldat (2002)
- Pereld a nőt! (2002) (csak forgalmazó)
- A gyávaság tollai (2002) (csak forgalmazó)
- Elhagyatva (2002)
- Jackass – A vadbarmok támadása (2002)
- Hóhatár – A félelem felpörget (2002) (csak forgalmazó)
- Star Trek – Nemezis (2002)
- A Thornberry-család (2002)
- Az órák (2002)
- Narkó (2002)
- Hogyan veszítsünk el egy pasit 10 nap alatt (2003)
- Veszett vad (2003) (csak forgalmazó)
- A mag (2003) (csak forgalmazó)
- Az olasz meló (2003)
- Fecsegő tipegők: A vadon szaga (2003) (csak forgalmazó)
- Lara Croft: Tomb Raider 2. – Az élet bölcsője (2003)
- Nyafka X (2003) (csak forgalmazó)
- Kis nagy színész (2003)
- Kísértés két szólamban (2003)
- Rocksuli (2003)
- Határok nélkül (2003) (csak forgalmazó)
- Tupac: Resurrection (2003) (csak forgalmazó)
- Az éneklő detektív (2003) (csak forgalmazó)
- Idővonal (2003)
- A felejtés bére (2003)
- Halálbiztos vizsga (2004)
- Sarokba szorítva (2004)
- Függőség (2004)
- Én és a hercegem (2004)
- Bajos csajok (2004)
- Nevetséges Napoleon (2004) (csak forgalmazó)
- A stepfordi feleségek (2004)
- A mandzsúriai jelölt (2004)
- Collateral – A halál záloga (2004) (csak produkciós cég, nemzetközi forgalmazó)
- Sodró lendület (2004)
- Zéró gyanúsított (2004)
- Sky kapitány és a holnap világa (2004) (csak forgalmazó)
- Amerika Kommandó: Világrendőrség (2004)
- Alfie (2004)
- Spongyabob – A mozifilm (2004)
- A balszerencse áradása (2004)
- Gyilkos labda – A kerekesszék harcosai (2005) (csak produkciós cég)
- Carter edző (2005) (csak forgalmazó)
- Szahara (2005) (csak forgalmazó)
- Csontdaráló (2005)
- Féktelen balfékek (2005)
- Világok harca (2005)
- Gáz van, jövünk! (2005) (csak forgalmazó)
- Négy tesó (2005)
- Elizabethtown (2005)
- Az időjós (2005)
- Pénzed vagy életed (2005)
- Enyém, tiéd, miénk (2005)
- Aeon Flux (2005)
- Túl a barátságon (2005) (csak produkciós cég)
- Az utolsó vakáció (2006)
- Anyám nyakán (2006)
- Kárhozott szeretők (2006)
- Mission: Impossible III (2006)
- Túl a sövényen (2006) (csak forgalmazó)
- Nacho Libre (2006)
- Pata tanya: Baromi buli (2006)
- World Trade Center (2006)
- Jackass második rész (2006)
- Az utolsó csók (2006) (csak forgalmazó)
- Elvitte a víz (2006) (csak forgalmazó)
- Malac a pácban (2006)
- A parfüm: Egy gyilkos története (film) (2006) (csak forgalmazó, USA)
- Dreamgirls (2006)
- Saját szavak (2007)
- Norbit (2007)
- Zodiákus (2007)
- Orvlövész (2007)
- Mr. Bean nyaral (2007)
- Jégi dicsőségünk (2007)
- Disturbia (2007)
- Next – A holnap a múlté (2007)
- Harmadik Shrek (2007)
- Transformers (2007)
- Csillagpor (2007)
- A tűz martaléka (2007)
- Agyő, nagy ő! (2007)
- Parajelenségek (2007)
- Mézengúz (2007)
- Beowulf – Legendák lovagja (2007)
- Sweeney Todd – A Fleet Street démoni borbélya (2007)
- Cloverfield (2008)
- A Spiderwick krónikák (2008)
- Vadbarmok (2008)
- A sereg nem enged (2008)
- Fúrófej Taylor (2008)
- A romok (2008)
- A Vasember (film, 2008) (2008)
- Kung Fu Panda (2008)
- Indiana Jones és a kristálykoponya királysága (2008)
- Love Guru (2008)
- Trópusi vihar (2008)
- A hercegnő (2008)
- Kísértetváros (2008)
- Madagaszkár 2. (2008)
- Benjamin Button különös élete (2008)
- Kutyaszálló (2009)
- Hívatlan vendég (2009)
- Szörnyek az űrlények ellen (2009)
- Star Trek (2009)
- A szólista (2009)
- Táncfilm (2009)
- Seholország (2009)
- Hazatérés (2009)
- Transformers: A bukottak bosszúja (2009)
- G. I. Joe: A kobra árnyéka (2009)
- Egek ura (2009)
- Komfortos mennyország (2009)

### 2010-es évek
- Viharsziget (2010)
- Túl jó nő a csajom (2010)
- Így neveld a sárkányodat (2010)
- Shrek a vége, fuss el véle (2010)
- Vasember 2. (2010)
- Thor (2011)
- Transformers 3. (2011)
- Amerika Kapitány: Az első bosszúálló (2011)
- Csak szexre kellesz (2011)
- Mission: Impossible – Fantom protokoll (2011)
- Bosszúállók (2012)
- Vasember 3. (2013)
- G.I. Joe: Megtorlás (2013)
- Star Trek – Stétségben (2013)
- Z világháború (2013)
- Transformers: A kihalás kora (2014)
- Megjött apuci! (2015)
- Terminátor: Genisys (2015)
- Mission: Impossible – Titkos nemzet (2015)
- Star Trek: Mindenen túl (2016)
- Transformers: Az utolsó lovag (2017)
- Baywatch (2017)
- Megjött apuci 2. (2017)
- Mission: Impossible – Utóhatás (2018)
- ŰrDongó (2018)